# Костин, Валерий Михайлович
Валерий Михайлович Костин (24 февраля 1952, Орск, Чкаловская область — 21 апреля 2016) — советский хоккеист, нападающий, Мастер спорта СССР (1974). Тренер.

## Биография
Воспитанник орской хоккейной школы, тренер Константин Трофимович Грохольский. В 1968 году был приглашён в команду класса «Б» «Южный Урал», где был переведён из нападения в защиту. Армейскую службу проходил, выступая за команду второй лиги СКА Хабаровск. В сезонах 1973/74 — 1974/75 играл в высшей лиге за «Химик» Воскресенск. Четыре сезона провёл в «Южном Урале», перед сезоном 1978/79 перешёл в «Салават Юлаев» из высшей лиги. В декабре руководство Южуралмаша выступило с просьбой к Костину вернуться в «Южный Урал», который занимал последнее место, набрав шесть очков по итогам первого круга. Костин встал во главе тренерского совета, и клуб, выиграв десяток игр, занял 11 место из 12-ти.
В конце 1990-х — тренер и начальник команды «Носта — Южный Урал». Главный тренер команды «Южный Урал-2» (2007/08).
После окончания спортивной карьеры работал бригадиром участка кузнечно-прессового цеха «Южуралмашзавода».
В 2010 году под сводами орской ледовой арены была размещена первая майка — Валерия Костина под номером 25.
Скончался в апреле 2016 года.